# Araguainha
Araguainha es un municipio brasileño del estado de Mato Grosso. Se localiza a una latitud 16º51'22" sur y a una longitud 53º01'57" oeste a una altitud de 462 metros. Su población estimada en 2016 era de 953 habitantes, con un área de 691,112  km².
Un hecho sorprendente de este pequeño municipio es el Domo de Araguainha, que consiste en el cráter erosionado de un impacto de asteroide, con 40  km de diámetro, que resultó del impacto de un cuerpo celeste de grandes proporciones sobre la superficie de la Tierra. Investigaciones estiman que el impacto penetró 2400 m dentro de la superficie, abriendo un cráter de 24  km de diámetro que hoy, por efecto de la erosión, tiene 40  km y es el mayor impacto de meteoro conocido en América del Sur.